# Maaike Widdershoven
Maaike Widdershoven (Epse, 14 februari 1969) is een Nederlands zangeres, actrice en musicalster. Ze groeide op in Oss.

## Opleiding
Tijdens haar opleiding aan het Kopse Hof te Nijmegen nam ze zanglessen en deed na haar propedeuse toelatingsexamen voor het Utrechts Conservatorium. Ze werd toegelaten tot het voorbereidend jaar Lichte Muziek Zang. Na twee jaar wisselde ze van opleiding en richtte ze zich op Klassieke zang. In de zomer van 1995 slaagde Widdershoven cum laude voor haar examen uitvoerend musicus Zang.
Masterclasses volgde ze bij onder anderen Margreet Honig en Meinard Kraak. Zanglessen kreeg ze van Eugenie Ditewig, Robert Bicknell, Alberto ter Doest en Setske Mostaert; interpretatielessen van José Koning, Edwin Rutten en Georgie Fame; acteerlessen van Jules Croiset, Carel van Vliet, Mara Otten en Will van Kralingen.

## Theater
- Ensemble, Understudy Hoofd garderobe, Understudy Vertrouwelinge, Alternate Christine Daaé in Phantom of the Opera (1993-1994)
- Christine Daaé in Phantom of the Opera (1994-1996)
- Maria in West Side Story (1996-1998)
- Hodel in Anatevka (1998-1999)
- Elisabeth in Elisabeth (1999-2001)
- Joke Kerstens in Rex (juni/juli 2001)
- The Sound of Music Maria (2002-2004)
- Musicals in Ahoy' (2002)
- Musicals in Concert 2 (2004)
- Polly in de Dreigroschenoper (2004, Opera Zuid)
- Susanna in de opera Sancta Susanna (2005, Opera Spanga)
- Juffrouw Doddel in de familiemusical Olivier B. Bommel en Tom Poes in De Trullenhoedster (2005-2006, Opus One)
- Gabriëlle in de operette La Vie Parisienne (2006-2007, Nederlands Operette Theater)
- Leonie in de operette Villa Johanna (november 2006). Deze operette werd in opdracht van Stichting Oss Cultureel speciaal voor Oss en op Maaike Widdershoven geschreven door Joop Stokkermans.
- Musical to the Max - intiem theaterconcert met vier andere musicalacteurs en -actrices (2007, Opus One)
- The Black & the Beautiful - een moderne bewerking van Shakespeares Othello (2008, Opera Xynix)
- Giulia in Hotel Johanna - opvolger van Villa Johanna (2008)
- Volendam de Musical (2010-2011) Mary
- Vroeger of later (2011-2012)
- Aspects of Love (2012-2013) Guilieta
- The Sound of Music (2014-2015) Moeder Overste
- Willem Ruis, de show van zijn leven (2015-2016) - Ineke Ruis

## Prijzen
In 1999 kreeg Widdershoven de Soetelieve Beurs voor het meest veelbelovende musicaltalent van Nederland.
Voor haar rol van Maria in The Sound of Music ontving zij in het voorjaar van 2003 de John Kraaijkamp Musical Award 2003 voor de beste vrouwelijke hoofdrol.

## Overig
Maaike Widdershoven geeft liederenrecitals, waarbij zij werk zingt van Wolf, Ravel, Britten, Fauré, Bernstein, Brahms en Satie. Ook het lichte genre staat op haar repertoire – begeleid door pianist Edwin Berg brengt ze klassiekers uit het evergreens-, pop- en jazzrepertoire.
Zij maakt ook deel uit van de close harmony a capella-groep DAMUZ. Samen met Sebastiano Zafarana vormt ze in 2008 het duo More than Music.
Widdershoven is getrouwd met de acteur en theatermaker Daniël Staakman. Ze hebben een dochtertje (2008). Vanaf juli 2014 is Widdershoven ambassadrice voor de Bredase Stichting HomePlan.
In januari 2021 was Widdershoven te zien in een gastrol in Goede tijden, slechte tijden.

## Discografie
- Kerstalbum X-mas Feelings (2002) – verzamel-cd met diverse musicalsterren, opbrengst bestemd voor Stichting De Opkikker
- Dichtbij (2003) – soloalbum
- Come Away (2004) – album met Maaike Widdershoven, Hans Peter Janssens en The Young Princess Stars
- Come Away (2004) – single van het gelijknamige album opgedragen aan ChildRight, een door Nobelprijswinnaars opgerichte hulporganisatie die opkomt voor de rechten van het kind
- Widdershoven zong mee in het nummer Familia B., te vinden op de cd Petje af van Ali B uit 2006